# Goneokara
Goneokara är ett släkte av insekter. Goneokara ingår i familjen Derbidae.
Kladogram enligt Catalogue of Life:
| Goneokara | \| \| Goneokara improcerum \| \| \| \| \| \| Goneokara pullum \| \| \| \| |
|           | \| \| Goneokara improcerum \| \| \| \| \| \| Goneokara pullum \| \| \| \| |
|           | Goneokara improcerum                                                      |
|           |                                                                           |
|           | Goneokara pullum                                                          |
|           |                                                                           |